# Konrad Mayr
Konrad Mayr, auch Konrad Mair, († 1522) war ein deutscher Geistlicher.
Am 21. Juli 1517 wurde Mayr von Papst Leo X. zum Weihbischof in Freising und Titularbischof von Saldae ernannt. Er wurde von Gabriele Mascioli Foschi, Erzbischof von Durrës, in Rom zum Bischof geweiht.